# В. В. на сцені фестивалю РОК-СІЧ
Воплі Відоплясова на сцені фестивалю РОК-СІЧ - концертний альбом гурту Воплі Відоплясова, який був випущений музичним видавництвом "Країна Мрій" у 2008 році.
Видано було дві версії цього альбому: дводискову, яка вийшла обмеженим тиражем, та звичайну, на одному CD.

## Трек-лист

### Звичайне видання
1. «Полонина» (3:46)
2. «Дитинство» (3:46)
3. «Є - є» (3:59)
4. «Пачка цигарок» (3:43)
5. «Сонячні дні» (4:31)
6. «Юра» (4:15)
7. «Попс» (4:03)
8. «Любов» (3:37)
9. «День народження» (4:28)
10. «Були деньки» (3:40)
11. «Були на селі» (4:59)
12. «Розмова з Махатмою» (6:25)
13. «Галю, приходь» (2:54)
14. «Їхали козаки» (2:34)
15. «Гей! Любо!» (3:17)
16. «Розпрягайте, хлопці, коней!» (3:42)
17. «Весна» (5:19)
18. «Танці» (6:08)
19. «Катерина» (3:37)

### "Лімітоване" видання
СВ 1
1. Полонина
2. «Пісенька»
3. «Дитинство»
4. «Є - є»
5. «Пачка Цигарок»
6. «Сонячні Дні»
7. «Юра»
8. «Попс»
9. «Любов»
10. «День Народження»

СВ 2
1. «Були Деньки »
2. «Були На Селі»
3. «Розмова З Махатмою»
4. «Горіла Сосна»
5. «Галю, Приходь»
6. «Їхали Козаки»
7. «Гей, Любо!»
8. «Розпрягайте, Хлопці, Коней»
9. «Весна»
10. «Танці»
11. «Катерина»

## Над альбомом працювали
- Оформлення [дизайн] - Наталка Сидь
- Бас, бек-вокал - Олександр Піпа
- Ударні, бек-вокал - Сергій Сахно
- Гітара, бек-вокал - Євген Рогачевський
- Мікс, мастеринг - Михайло Угрин
- Запис - Макс Капуста
- Вокал, гітара, баян, труба - Олег Скрипка